# マーサ (どうぶつの森)
マーサ（英語:Dotty、3月14日生）は、どうぶつの森シリーズ初期からあつまれどうぶつの森まで登場するウサギの女の子。
特技は高速まばたきであり、座右の銘は「親しき中にも　れいぎあり」である。
ゲーム中ではプレイヤーに対して、アイドルになりたいという希望をアピールする場面が多いが、将来の夢は「テニス選手」である。
兄弟構成は三つ子の一番下である。

## キャラクターデザイン
白い肌に、パンダのような目の周りの黒い模様が特徴的であるが、これは、別名「パンダウサギ」とも呼ばれるオランダが起源のダッチラビットがモチーフであると考えられる。
マーサは驚いて目を見開くと、黒い目が赤く変化する。
『どうぶつの森 ポケットキャンプ』でのマーサの紹介文において「アイドルっていうよりも女優として通用しそうな整った顔やたたずまいがステキです。ただし、黙っている時に限りますけどね。」と紹介されているように、あつ森シリーズの元気系住民の中では比較的シンプルな外見をしている。
『とびだせどうぶつの森』や『どうぶつの森 ポケットキャンプ』においての初期装備は「あおチェックのふく」であったが、『あつまれどうぶつの森』では「チュニックシャツ（あお）」に変更された。

## 家具や部屋の内装
『とびだせどうぶつの森』ではマーサの外見のように白と黒を基調とした部屋の内装をしていたが、『あつまれどうぶつの森』では緑や木目調の家具を基調としたナチュラルなものになった。
ゲーム内で住民と仲良くなるともらうことができる家具である「マーサのしゃしん」では、パズル柄の壁紙に、両手を広げて口を開けて笑うマーサのソロ写真が収められている。
『あつまれどうぶつの森』でのマーサの家には彼女の好きな音楽『ドライブ』が流れている。